# Gonçalo Cardoso
Pedro Gonçalo Gonçalves Mesquita Cardoso, conegut com a Gonçalo (nascut el 28 de desembre de 1990) és un futbolista portuguès que juga al SC Espinho, com a defensa.

## Carrera de club
Va debutar professionalment a la Segona Lliga amb el Vitória Guimarães B el 18 d'agost de 2012 en un partit contra l'Sporting B.
Va debutar a la Primera Lliga amb el Vitória Guimarães el 20 de gener de 2013, quan va entrar com a substitut final de Luís Rocha en la victòria per 3-1 sobre Rio Ave FC.